# غرانبي (كونيتيكت)
غرانبي (بالإنجليزية: Granby, Connecticut)‏ هي بلدة أمريكية تقع في الولايات المتحدة في كونيتيكت. يقدر عدد سكانها بـ 11,282 نسمة ومساحتها 105.7 كم2 وترتفع عن سطح البحر 167 متر.

## أعلام
- تشونسي فوروارد
- فيليب ك. هايز
- جيسي كامب